# Fry's Cove
 Coordenadas : formato inválido
Fry's Cove é uma comunidade localizada na província canadense de Terra Nova e Labrador.